# Disputa de Buraimi
La disputa de Buraimi fue una serie de intentos de influir en las lealtades de las tribus y las comunidades dentro y alrededor del oasis de Buraimi (Omán) en las décadas de 1940 y 1950, que culminó en un conflicto armado entre las fuerzas y tribus leales a Arabia Saudita, Omán y los Estados de la Tregua (actuales Emiratos Árabes Unidos), que estalló como resultado de una disputa territorial sobre el área de Tawam, hoy dividida entre la ciudad de Al-Buraimi en Omán y la ciudad de Al Ain en la Región de Al Ain del Emirato de Abu Dabi, en los Emiratos Árabes Unidos. Fue un intento de invasión saudita del oasis de Buraimi. Sus raíces radicaban en la división de las áreas y comunidades tribales que tuvieron lugar en los Estados de la Tregua cuando las compañías petroleras buscaban concesiones para explorar el interior.

## Trasfondo
La disputa surgió de la antigua reclamación de Arabia Saudita, hecha en 1949, de soberanía sobre una gran parte del territorio de Abu Dhabi donde se sospechaba la presencia de petróleo y un área en un círculo de 20 millas alrededor del centro del Oasis de Buraimi. El reclamo surgió después de que una investigación geológico de la Arabian American Oil Company (Aramco) cruzó la 'línea de Riad'. Esta era una línea fronteriza negociada en 1935 por los británicos en nombre de Omán y Abu Dhabi con Arabia Saudita, que este último había rechazado. Los geólogos de Aramco fueron acompañado por guardias sauditas y fueron recibidos por Patrick Stobart, entonces el oficial político británico de los Estados de la Tregua. Stobart fue detenido brevemente por los sauditas, que desarmaron a sus guardias. El incidente llevó a los británicos a protestar formalmente ante el rey de Arabia Saudita, el rey Abdulaziz bin Saúd. Los sauditas respondieron ampliando su reclamo territorial para incluir el derecho a negociar con los jeques de todo el oasis de Buraimi / Al Ain y las áreas de la parte sur y oeste de Abu Dhabi.
Los saudíes se basaron en precedentes históricos (el oasis estuvo bajo la influencia del wahhabismo en varias ocasiones en el período comprendido entre 1800 y 1869) para sus reclamos, que fueron contrarrestados por argumentos de Abu Dhabi y Mascate basados en eventos más recientes. El argumento condujo al Acuerdo de Londres de 1950 por el cual todos los movimientos de exploración y de tropas cesarían en el área hasta que se resolviera el problema de la soberanía. A pesar de las negociaciones en curso, los sauditas intentaron recuperar el oasis.

## Invasión de Hamasa
El 28 de enero de 1952 se celebró una conferencia en Dammam, a la que asistieron el ministro de Asuntos Exteriores de Arabia Saudita, los gobernantes de Abu Dhabi y Catar y el residente político británico. Tras una larga deliberación, la conferencia se pospuso hasta febrero, pero no llegó a un acuerdo.
El 31 de agosto de 1952, un grupo de unos 80 guardias sauditas, 40 de los cuales estaban armados, liderados por el emir saudí de Ras Tanura, Turki bin Abdullah Al Otaishan, cruzaron el territorio de Abu Dhabi y ocuparon Hamasa, una de las tres aldeas omaníes en el oasis, reclamándolo como parte de la Provincia Oriental de Arabia Saudita. Fueron asistidos en esto por el jeque Rashid bin Hamad de Al Bu Shamis, para disgusto del sultán de Muscat. El jeque de los Na'im también se vio envuelto en la disputa, a pesar de tratar de mantenerse alejado de ella inicialmente. Turki y sus hombres se dedicaron a distribuir regalos de ropa, dinero y otros suministros y organizaron un banquete, un movimiento popular en la zona empobrecida. En total, recolectó unas 95 declaraciones de apoyo a través de sus esfuerzos.
El sulṭán de Mascate y el imán de Omán (en una rara colaboración) reunieron sus fuerzas para expulsar a los sauditas, pero el gobierno británico los persuadió para que ejercieran la moderación mientras intentaban resolver la disputa mediante arbitraje. En octubre de 1952 se llegó a un acuerdo de suspensión. Se produjo una acumulación militar británica, con 100 Trucial Oman Levies. En inglés, levy (pl. levies) es una fuerza militar levantada ("recaudada") de una manera particular. Por lo general, esto significa unidades generadas por el servicio militar obligatorio, pero no siempre. En el Imperio Británico, los levies eran unidades recaudadas por funcionarios locales para tareas locales, generalmente para el orden y la seguridad locales.</ref> (TOL, más tarde conocido como Trucial Oman Scouts), una fuerza paramilitar respaldada por los británicos con sede en Sharjah, 300 Aden Protectorate Levies, 7 vehículos blindados y 14 Land Rovers apoyados por 4 bombarderos Avro 683 Lancaster (dos con base en la base aérea británica en Sharjah y dos en Habbaniyah), 3 Ansons en Baréin y una sección de cazas Meteor con base en Sharjah. Estos fueron apoyados por dos fragatas. Estas fuerzas se utilizaron para bloquear el contingente saudí, con intentos de reforzarlos para que devolvieran los convoyes de camiones y los trenes de camellos desde Arabia Saudí. El TOL recibió instrucciones de desarmar a cualquier saudita que intentara ejecutar el bloqueo y devolverlo a Arabia Saudita.

### Mutiny
Los levies de Adén resultaron ser problemáticos: habían sido reclutados a toda prisa ya que el TOL no era una fuerza lo suficientemente grande como para manejar el bloqueo de Buraimi de manera efectiva, y llegaron a la base de TOL en Sharjah como una fuerza mal entrenada con defectos liderazgo. Su oficial fue reemplazado por el mayor Otto Thwaites, quien previamente había entrenado con éxito un destacamento de Adén. Pronto surgieron problemas y se descubrió que los hombres estaban vendiendo municiones a los miembros de las tribus locales y algunos estaban en contacto con los sauditas. Thwaites devolvió a varios hombres a Sharjah, pero hubo más problemas por el asesinato de un civil en un intento de romper el bloqueo. Un motín estalló cuando Thwaites arrestó a los hombres involucrados, con varios Aden Levies disparando sus armas mientras presionaban por la liberación de los hombres. El Comandante de las Levas ordenó a los hombres que regresaran a sus puestos y se enviara a los cabecillas del motín a Sharjah, pero se produjo un incidente adicional cuando Thwaites intentó enviar un suboficial a Sharjah. El hombre se negó a ir y, junto con otros dos, abrió fuego contra Thwaites y lo mató a él, así como a otro oficial británico y un ayudante jordano. Habiendo enajenado el sentimiento local, los Aden Levies fueron juzgados irreparablemente y regresaron a Adén, dejando un vacío considerable que finalmente fue llenado por una compañía de la base aérea británica.

### Arbitraje
Tras el Acuerdo de suspensión el 30 de julio de 1954, se acordó remitir la disputa a un tribunal de arbitraje internacional. El Acuerdo de Arbitraje permitió que un oficial y quince hombres, tanto de la fuerza saudita como de los Legales Truman Oman, estuvieran estacionados dentro del oasis. Las fuerzas sauditas fueron abastecidas por aire ya que cualquier otra ruta no era práctica para ellas. El arbitraje debía tener lugar en Ginebra.
Mientras tanto, Arabia Saudita se embarcó en una campaña de soborno para obtener declaraciones de lealtad tribal en las que se basaría su caso. Esta campaña incluso se extendió al jeque Zayed bin Sultán Al Nahayan, hermano del jeque Shajbut, el gobernante de Abu Dhabi y en ese momento el wali de Al Ain. Los saudíes se acercaron a Zayed, primero con una oferta del 50% de los ingresos petroleros del área, luego un automóvil nuevo y 40.000 rupias. Un tercer enfoque ofreció a Zayed 400 millones de rupias y, finalmente, se le informó que el representante saudita, Abdullah Al Qurayshi, deseaba presentarle tres pistolas.
En 1955, los procedimientos de arbitraje comenzaron en Ginebra solo para colapsar cuando el árbitro británico, Sir Reader Bullard, se opuso a los intentos de Arabia Saudita de influir en el tribunal y se retiró; uno de los dos jueces dimitió, siendo el otro el presidente belga.
Ante estas infracciones del acuerdo, el gobierno británico decidió derogar unilateralmente el Acuerdo de suspensión y tomar el oasis el 25 de octubre de 1955.

### Invasión de Buraimi
Los británicos planearon usar una fuerza abrumadora para evitar el derramamiento de sangre, enviando a 220 hombres, dos escuadrones del Trucial Oman Levies, contra la pequeña fuerza saudita. Sin embargo, la operación fue complicada por la presencia de un gran número de beduinos alrededor del oasis, incluido el Bani Kaab de Mahdah bajo el jeque Obaid bin Juma, que eran súbditos de Muscat pero apoyaron a Shaikh Rashid bin Hamad de Al Bu Shamis, ellos mismos un notable fuerza. Los Na'im también estaban bajo el jeque Saqr Al Nuaimi, una cantidad desconocida. La operación tenía la intención de desplazar rápidamente a la fuerza saudita y sacarlos del área.
El 25 de octubre, los Trucial Oman Levies rápidamente tomaron el oasis y capturaron a los quince del contingente saudí bajo el mando del emir saudí Bin Nami, quien recibió disparos y heridas leves cuando intentaba resistir el arresto y salvar una caja que contenía unas 170.000 rupias. La fuerza saudita fue trasladada en una Vickers Valetta de la RAF, que los llevó a Sharjah y luego a Arabia Saudita por mar. La mayoría de los combates tuvieron lugar después de la rendición de los sauditas, con la fuerza beduina de unos 200 hombres que opusieron resistencia a los levies. Se solicitó ayuda a un bombardero Avro 694 Lincoln, pero no pudo usar sus ametralladoras ya que el área estaba poblada por civiles.

## Alto al fuego
El jeque Zayed y su hermano, el jeque Hazza, estuvieron presentes durante la acción y acordaron ayudar a los británicos a entablar negociaciones con los jeques beduinos, aunque fueron cautelosos ya que no estaban involucrados en lo que era un problema omaní: las tribus dependían de Muscat. Sin embargo, Zayed tenía uno de sus asesores más confiables trabajando detrás de escena para tratar de detener a los Kaabis y Shamsis disparando contra los Levies.
Los Levy estaban planeando un ataque nocturno en las posiciones beduinas, cuando a las 11 p. m., Sheikh Saqr y Sheikh Rashid llegaron a un pequeño campamento establecido por Edward Henderson, un ejecutivo de una compañía petrolera conocido por los jeques que habían sido secundados por los Levy. Se negoció un alto el fuego y los dos jeques y sus familias y seguidores más cercanos fueron enviados por vía aérea a Baréin.
El jeque Saqr dejó tras de sí un tesoro escondido, unos diez cofres encuadernados en latón llenos de monedas de plata por valor de unas 175,000 rupias..

## Consecuencias
Después del conflicto, los británicos decidieron dividir el territorio de Buraimi Oasis, cediendo las áreas bajo Na'im y Al Bu Shamis, Buraimi y Hamasah, a Omán y el territorio bajo Sheikh Zayed, incluida la aldea de Al Ain, a Abu Dhabi.
La disputa continuó durante muchos años hasta que se resolvió en 1974 por un acuerdo, conocido como el Tratado de Jeddah, entre el jeque Zayed bin Sultán (entonces Presidente de los Emiratos Árabes Unidos) y Fáisal I de Arabia Saudí.

## En cultura popular
El primer episodio de la séptima temporada de The Goon Show se llamó The Nasty Affair at the Buraimi Oasis. The Goon Show a menudo usaba una noticia contemporánea como tema de la historia, a pesar de que a menudo se desviaba de la realidad en la historia.